# Arhitektonski fakultet u Zagrebu
Arhitektonski fakultet u Zagrebu je dio Sveučilišta u Zagrebu. Nalazi se u ulici Andrije Kačića Miošića 26, u Donjem gradu u Zagrebu, u istoj zgradi kao i građevinski i geodetski fakultet. Pripada tehničkom području sveučilišta. Fakultet ustrojava i izvodi sveučilišne studije, znanstveni, istraživački, visoko stručni i umjetnički rad u području arhitekture i urbanizma. Časopis Domus, jedan od najuglednijih arhitektonskih časopisa na svijetu, svrstao je ovaj fakultet na listu 50 najboljih fakulteta i škola arhitekture u Europi.

## Povijest[3]

### Počeci i Visoka tehnička škola
Iako je već 1877. propisano polaganje državnih ispita, kako bi se postalo graditelj (1878. je utemeljeno Društvo inžinira i arhitekata u Hrvatskoj i Slavoniji), u Hrvatskoj se tek 1919. godine, s osnivanjem Visoke tehničke škole, stvara mogućnost visokoškolskog obrazovanja na području arhitekture. Visoka tehnička škola je u početku neovisna ustanova i nije dio Sveučilišta u Zagrebu.
Tek 1926., reformama koje je proveo Stjepan Radić (kao ministar prosvjete) Visoka Tehnička škola postaje dio sveučilišta, te se od tada naziva Tehnički fakultet.
Viša škola za umjetnost i umjetni obrt, koja djeluje u Zagrebu od 1907., postaje 1921. godine Akademijom za umjetnost i umjetni obrt, te 1926. osniva arhitektonski odjel na čelu s Dragom Iblerom. Ovaj odjel napušta tradicionalnu, a uvodi modernu arhitekturu u svoje programe. Do 1942. u Zagrebu su dakle djelovala dva učilišta koja obrazuju arhitekte, te se među njima razvilo rivalstvo. Završetkom Tehničkog fakulteta postajalo se diplomiranim inženjerom arhitekture, dok se na Akademiji postajalo akademskim arhitektom.

### Tehnički fakultet
Tehnički fakultet sastojao se od šest odjela: arhitektonskog, građevno-inženjerskog, geodetsko- i kulturno-inženjerskog, strojarsko- i elektro-inženjerskog, brodograđevno- i brodostrojarsko-inženjerskog te kemičko-inženjerskog. Ti su odjeli bili podijeljeni među tri osnovna odsjeka: građevnim, strojarskim i kemijskim. Fakultet se od svog osnivanja mučio s problemima, prijetnjama ukidanjem, te nedostatnim prostorom.
Tek krajem tridesetih konačno dobiva dozvolu za gradnju novih prostora, na mjestu gdje se danas nalazi AF, gdje se 1940. useljavaju tadašnji arhitektonski, građevinski i geodetski odjel. Trebale su se graditi još tri zgrade za preostale odjele, te bi tako Tehnički fakultet dobio svojevrsni mali kampus, ali nakon rata ta se ideja napušta, jer je jedna zgrada dodijeljena srednjoj školi. 
S obzirom na veliku raznovrsnost područja kojima se bavio Fakultet (imao je čak 39 zavoda), javlja se ideja o preustroju fakulteta na manje cjeline. 1956. tadašnji tehnički fakultet podijeljen je na četiri nova fakulteta: Arhitektonsko-građevinsko-geodetski, Strojarsko-brodograđevni, Elektrotehnički i Kemijsko-prehrambeno-rudarski fakultet (danas Fakultet kemijskog inženjerstva i tehnologije, Prehrambeno-biotehnološki fakultet, te Rudarsko-geološko-naftni fakultet).

### AGG i samostalan fakultet
Šest godina nakon podjele Tehničkog fakulteta odlukom Sabora, dolazi do podjele tadašnjeg AGG (arhitektonsko-građevinsko-geodetski) fakulteta na tri samostalna fakulteta. Arhitektonski fakultet tako postaje odlukom Sabora od 26. rujna 1962. godine samostalna znanstvena i nastavna ustanova. Prvi dekan Arhitektonskog fakulteta bio je prof. Drago Galić.
Od tada Arhitektonski fakultet se razvija samostalno, te postaje jedan od najboljih fakulteta arhitekture u ovom dijelu Europe, što potvrđuje i uvrštavanje na popis 100 najboljih škola arhitekture u Europi, prestižnog časopisa Domus.
Godine 1989. osniva se međufakultetski Studij dizajna, u suradnji s Akademijom likovnih umjetnosti, Šumarskim, Strojarsko-brodograditeljskim, Filozofskim i Ekonomskim fakultetom.

## Djelatnosti[4]
- Ustrojenje i izvođenje dodiplomskih studija iz znanstvenog i stručnog polja arhitekture i urbanizma;
- Ustrojenje i izvođenje poslijediplomskih znanstvenih i specijalističkih studija iz znanstvenog polja arhitekture i urbanizma;
- Znanstvenoistraživački rad u znanstvenom polju arhitekture i urbanizma, provođenje postupaka stjecanja doktorata znanosti;
- Vještačenja i ekspertize;
- Izdavanje stručnih časopisa, knjiga i publikacija iz područja tehničkih znanosti, znanstvenog polja arhitekture i urbanizma;
- Stručna djelatnost u području arhitekture i urbanizma, projekti i studije pejzažne arhitekture, investicijsko-tehnička dokumentacija, urbanistički i prostorni planovi te drugi projekti za visokostručne i složene programe u području arhitekture i urbanizma te zaštite i unapređenja ljudskog okoliša

## Studiji

### Studij arhitekture i urbanizma[5]
Studij arhitekture i urbanizma izvodi se u dva ciklusa – trogodišnji preddiplomski (Bachelor) studij i dvogodišnji diplomski (Master) studij. Preddiplomski studij završava stjecanjem akademskog naziva sveučilišni prvostupnik inženjer arhitekture i urbanizma (univ. bacc. ing. arch.), a diplomski stjecanjem akademskog naziva magistar inženjer arhitekture i urbanizma (univ. mag. ing. arch.), koji je u skladu s društvenim potrebama, mjerodavnim zakonima, EU-direktivama i standardima profesionalnih udruga koje dodjeljuju profesionalna ovlaštenja.
Ovaj studijski program i izvedbeni plan studija pretpostavlja smanjenje sati predavanja u korist samostalnog učenja, težina se stavlja na individualizirani i intenzivni rad u projektnim studijima odnosno radionicama.

### Interdisciplinarni studij dizajna
Interdisciplinarni studij dizajna također se izvodi u dva ciklusa – trogodišnji preddiplomski (Bachelor) studij i dvogodišnji diplomski (Master) studij. Preddiplomski studij završava stjecanjem akademskog naziva sveučilišni prvostupnik dizajna (univ. bacc. art.), a diplomski stjecanjem akademskog naziva magistar dizajna (univ. mag. art.)

## Ustroj[4]
Fakultetom upravljaju Fakultetsko vijeće i dekan. Fakultetsko vijeće čine svi redoviti i izvanredni profesori, docenti te predstavnici nastavnika, studenata i suradnika izabranih u nastavna i suradnička zvanja.

### Katedre
- Katedra za arhitektonsko projektiranje
- Katedra za urbanizam, prostorno planiranje i pejzažnu arhitekturu
- Katedra za arhitektonske konstrukcije i zgradarstvo
- Katedra za povijest i teoriju arhitekture

### Zavodi
Zavodi su utvrđeni kao poslovne jedinice fakulteta s istim pravnim položajem i ravnopravni u međusobnim odnosima, stvorene u svrhu rada na određenim znanstveno-istraživačkim i stručnim zadacima, samostalno ili u suradnji s vanjskim naručiteljima. U zavodima se djelomično odvija i pedagoški rad sa studentima, koji se katkada uključuju u rješavanje i izradu stručnih projekata.
- Zavod za arhitekturu
- Zavod za urbanizam, prostorno planiranje i pejzažnu arhitekturu
- Zavod za zgradarstvo i fiziku zgrada
- Zavod za graditeljsko naslijeđe

### Znanstveno-informacijske jedinice
- Studijski arhiv
- Uredništvo znanstvenog časopisa "Prostor"
- Mediteranski centar za graditeljsko naslijeđe Split
- Studijski centar Motovun

### Tajništvo s pomoćnim službama
- Tajništvo
- Računovodstvo
- Studentska referada
- Održavanje zgrada

## Vanjske poveznice
- Službena web-stranica
- Arhitektonski fakultet Hrvatska tehnička enciklopedija, portal hrvatske tehničke baštine. LZMK

- Tehnički fakultet u Zagrebu Hrvatska tehnička enciklopedija, portal hrvatske tehničke baštine. LZMK